# Dee Hsu
Dee Hsu Hsi-Di (cinese 徐熙娣; pinyin: Xú Xīdì; Wade-Giles: Hsü Hsi-ti; Taipei, 14 giugno 1978) è una cantante, attrice e conduttrice televisiva taiwanese.
È conosciuta anche con il soprannome di Xiao S (cinese: 小S; pinyin: Xiǎo S). È prevalentemente conosciuta per aver condotto il programma televisivo KangXi Lai Le, che va in onda sulla Chung T'ien Television, insieme al compagno conduttore Kevin Tsai.

## Biografia
Prima di diventare conduttrice, la Hsu cantava in un duo musicale chiamato "S.O.S." (Sisters of Shu) con sua sorella, Barbie Hsu. Si pensa che, a causa di problemi di copyright con le etichette discografiche, le sorelle abbiano dovuto cambiare il nome del gruppo in "A.S.O.S." verso la fine degli anni '90.
Dal 1999, la Hsu e sua sorella hanno gradualmente abbandonato la carriera di cantanti. Dee Hsu si è scoperta ottima conduttrice, presentando vari programmi televisivi inclusi il varietà GUESS e il già nominato KangXi Lai Le, dal 2004.
La Hsu è sposata ed ha due figli, attualmente vive a Taipei.

## Espressione politica
La Hsu ha espresso più volte pubblicamente la sua opinione politica, appoggiando la coalizione Pan-Blue (formata dal Kuomintang, dal PFP e dal CNP). Supporta pienamente l'ex presidente della Repubblica di Cina (cioè Taiwan), Ma Ying-Jeou, che è anche stato ospite nel suo programma.